# Liga Mistrzów UEFA (2010/2011)
Liga Mistrzów UEFA 2010/2011 – 19. sezon Ligi Mistrzów UEFA, najbardziej prestiżowego turnieju w europejskiej klubowej piłce nożnej, rozgrywanego od 1992 roku (56. turniej ogólnie, wliczając Puchar Europy Mistrzów Klubowych).
Finał został rozegrany 28 maja 2011 na Stadionie Wembley w Londynie, a zwycięstwo odniosła FC Barcelona, pokonując Manchester United 3-1.
Rozgrywki składają się z 3 części:
- fazy kwalifikacyjnej,
- fazy grupowej,
- fazy pucharowej.

## Podział miejsc w rozgrywkach
W edycji 2010/2011 Ligi Mistrzów weźmie udział 76 zespołów z 52 federacji piłkarskich zrzeszonych w UEFA (poza Liechtensteinem). Zespoły zostaną przydzielone do danych rund fazy kwalifikacyjnej oraz fazy grupowej zgodnie z rankingiem współczynników ligowych UEFA 2009.
Prawo udziału w rozgrywkach można uzyskać poprzez:
- zajęcie odpowiedniego miejsca w tabeli ligowej,
- zwycięstwo w edycji 2009/2010 Ligi Mistrzów UEFA (jeśli zdobywca tego trofeum nie uzyska miejsca w Lidze Mistrzów lub Lidze Europy UEFA 2010/2011 dzięki pozycji zajętej w rozgrywkach krajowych).

Ponieważ obaj finaliści Ligi Mistrzów 2009/2010 zakwalifikowali się automatycznie do fazy grupowej Ligi Mistrzów 2010/2011, druga z wymienionych wyżej dróg wejścia do rozgrywek nie została wykorzystana.

## Uczestnicy
Lista uczestników Ligi Mistrzów UEFA 2010/2011 z wyszczególnieniem rund, w których dane drużyny rozpoczęły udział w rozgrywkach.
Oznaczenia:
- L1, L2, L3, L4 – drużyny, który zajęły odpowiednie miejsca w ligach krajowych,
- OT – obrońca tytułu (zwycięzca edycji 2009/2010).

| Faza grupowa           | Faza grupowa            | Faza grupowa        | Faza grupowa          |
| ---------------------- | ----------------------- | ------------------- | --------------------- |
| Chelsea (L1)           | Inter Mediolan (OT L1)  | Olympique Lyon (L2) | SL Benfica (L1)       |
| Manchester United (L2) | Roma (L2)               | CFR Cluj (L1)       | Bursaspor (L1)        |
| Arsenal (L3)           | Milan (L3)              | Rubin Kazań (L1)    | Panathinaikos AO (L1) |
| FC Barcelona (L1)      | Bayern Monachium (L1)   | Spartak Moskwa (L2) | Szachtar Donieck (L1) |
| Real Madryt (L2)       | FC Schalke 04 (L2)      | Rangers (L1)        |                       |
| Valencia CF (L3)       | Olympique Marsylia (L1) | Twente (L1)         |                       |

| Runda play-off           | Runda play-off          | Runda play-off        | Runda play-off            |
| Ścieżka mistrzowska      | Ścieżka ligowa          | Ścieżka ligowa        | Ścieżka ligowa            |
| ------------------------ | ----------------------- | --------------------- | ------------------------- |
|                          | Tottenham Hotspur (L4)  | Sampdoria (L4)        | Auxerre (L3)              |
| Sevilla FC (L4)          | Werder Brema (L3)       |                       |                           |
| III runda kwalifikacyjna |                         |                       |                           |
| Ścieżka mistrzowska      | Ścieżka ligowa          | Ścieżka ligowa        | Ścieżka ligowa            |
| RSC Anderlecht (L1)      | Zenit Petersburg (L3)   | SC Braga (L2)         | KAA Gent (L2)             |
| FC Basel (L1)            | Dynamo Kijów (L2)       | Fenerbahçe SK (L2)    | BSC Young Boys (L2)       |
| FC Kopenhaga (L1)        | Ajax (L2)               | PAOK FC (L2)          |                           |
|                          | Unirea Urziceni (L2)    | Celtic (L2)           |                           |
| II runda kwalifikacyjna  |                         |                       |                           |
| Liteks Łowecz (L1)       | AIK Fotboll (L1)        | FC Koper (L1)         | İnter Baku (L1)           |
| Sparta Praga (L1)        | MŠK Žilina (L1)         | BATE Borysów (L1)     | Tallinna FCI Levadia (L1) |
| Rosenborg BK (L1)        | Lech Poznań (L1)        | FK Željezničar (L1)   | Dinamo Tirana (L1)        |
| Red Bull Salzburg (L1)   | Dinamo Zagrzeb (L1)     | Debreceni VSC (L1)    | FK Aktöbe (L1)            |
| Partizan Belgrad (L1)    | HJK Helsinki (L1)       | FH (L1)               | Piunik Erywań (L1)        |
| Hapoel Tel Awiw (L1)     | Ekranas Poniewież (L1)  | Sheriff Tyraspol (L1) | The New Saints F.C. (L1)  |
| Bohemian F.C. (L1)       | Metalurgi Rustawi (L1)  | Linfield F.C. (L1)    | HB Tórshavn (L1)          |
| Omonia Nikozja (L1)      | Liepājas Metalurgs (L1) | FK Renowa (L1)        | Jeunesse Esch (L1)        |
| I runda kwalifikacyjna   |                         |                       |                           |
| Rudar Pljevlja (L1)      | Birkirkara FC (L1)      | FC Santa Coloma (L1)  | SP Tre Fiori (L1)         |

## Faza kwalifikacyjna
Rozegrane zostaną 2 odrębne turnieje kwalifikacyjne. W pierwszym wezmą udział mistrzowie federacji, którym nie przysługiwało prawo automatycznego awansu do fazy grupowej (I i II runda kwalifikacyjna, III runda kwalifikacyjna dla mistrzów oraz runda play-off dla mistrzów). W drugim wystąpią drużyny, które nie zdobyły tytułu mistrzowskiego swoich federacji a sam mistrz zakwalifikował się bezpośrednio do fazy grupowej turnieju (III runda kwalifikacyjna dla niemistrzów oraz runda play-off dla niemistrzów).

### I runda kwalifikacyjna
Do startu w I rundzie kwalifikacyjnej uprawnione będą 4 drużyny, z czego 2 będą rozstawione.
| Drużyny rozstawione | Drużyny rozstawione | Drużyny rozstawione | Drużyny rozstawione |
| Drużyna             | Wsp.                | Drużyna             | Wsp.                |
| ------------------- | ------------------- | ------------------- | ------------------- |
| FC Santa Coloma     | 0,700               | SP Tre Fiori        | 0,650               |

| Drużyny nierozstawione | Drużyny nierozstawione | Drużyny nierozstawione | Drużyny nierozstawione |
| Drużyna                | Wsp.                   | Drużyna                | Wsp.                   |
| ---------------------- | ---------------------- | ---------------------- | ---------------------- |
| Birkirkara FC          | 0,433                  | Rudar Pljevlja         | 0,425                  |

Wsp. – wartość współczynnika klubowego.
| Drużyna 1                            | Wynik dwumeczu | Drużyna 2      | Pierwszy mecz | Drugi mecz |
| ------------------------------------ | -------------- | -------------- | ------------- | ---------- |
| SP Tre Fiori                         | 1:7            | Rudar Pljevlja | 0:3           | 1:4        |
| FC Santa Coloma                      | 3:7            | Birkirkara FC  | 0:3 (wo.)     | 3:4        |
| Po lewej gospodarz pierwszego meczu. |                |                |               |            |

### II runda kwalifikacyjna
Do startu w II rundzie kwalifikacyjnej uprawnione będą 34 drużyny (w tym 2 zwycięzców I rundy), z czego 17 będzie rozstawionych.
    drużyny, które awansowały z I rundy kwalifikacyjnej
| Drużyny rozstawione | Drużyny rozstawione | Drużyny rozstawione | Drużyny rozstawione |
| Drużyna             | Wsp.                | Drużyna             | Wsp.                |
| ------------------- | ------------------- | ------------------- | ------------------- |
| Hapoel Tel Awiw     | 27,775              | MŠK Žilina          | 10,666              |
| Sparta Praga        | 27,395              | Sheriff Tyraspol    | 5,458               |
| Rosenborg BK        | 23,980              | Debreceni VSC       | 5,350               |
| Red Bull Salzburg   | 19,915              | Omonia Nikozja      | 4,599               |
| Liteks Łowecz       | 15,900              | AIK Fotboll         | 3,838               |
| Dinamo Zagrzeb      | 14,466              | Bohemian F.C.       | 2,908               |
| Partizan Belgrad    | 13,800              | Ekranas Poniewież   | 2,683               |
| BATE Borysów        | 13,308              | FK Aktöbe           | 2,399               |
| Lech Poznań         | 11,008              |                     |                     |

| Drużyny nierozstawione | Drużyny nierozstawione | Drużyny nierozstawione | Drużyny nierozstawione |
| Drużyna                | Wsp.                   | Drużyna                | Wsp.                   |
| ---------------------- | ---------------------- | ---------------------- | ---------------------- |
| HJK Helsinki           | 2,399                  | FK Renowa              | 1,316                  |
| Tallinna FCI Levadia   | 2,374                  | Dinamo Tirana          | 1,049                  |
| Liepājas Metalurgs     | 2,149                  | HB Tórshavn            | 0,866                  |
| FH                     | 2,083                  | The New Saints F.C.    | 0,766                  |
| FK Željezničar         | 1,749                  | Birkirkara FC          | 0,700                  |
| Metalurgi Rustawi      | 1,649                  | Rudar Pljevlja         | 0,650                  |
| Piunik Erywań          | 1,599                  | Linfield F.C.          | 0,574                  |
| FC Koper               | 1,391                  | Jeunesse Esch          | 0,249                  |
| İnter Baku             | 1,349                  |                        |                        |

Wsp. – wartość współczynnika klubowego.
Pogrubioną czcionką wyróżnione zespoły, które awansowały do kolejnej rundy.
| Drużyna 1                            | Wynik dwumeczu | Drużyna 2           | Pierwszy mecz | Drugi mecz   |
| ------------------------------------ | -------------- | ------------------- | ------------- | ------------ |
| Liepājas Metalurgs                   | 0:5            | Sparta Praga        | 0:3           | 0:2          |
| FK Aktöbe                            | 3:1            | Metalurgi Rustawi   | 2:0           | 1:1          |
| Tallinna FCI Levadia                 | 3:4            | Debreceni VSC       | 1:1           | 2:3          |
| Partizan Belgrad                     | 4:1            | Piunik Erywań       | 3:1           | 1:0          |
| İnter Baku                           | 1:1            | Lech Poznań         | 0:1           | 1:0 (k. 8:9) |
| Dinamo Zagrzeb                       | 5:4            | FC Koper            | 5:1           | 0:3          |
| Liteks Łowecz                        | 5:0            | Rudar Pljevlja      | 1:0           | 4:0          |
| Birkirkara FC                        | 1:3            | MŠK Žilina          | 1:0           | 0:3          |
| Sheriff Tyraspol                     | 3:2            | Dinamo Tirana       | 3:1           | 0:1          |
| Hapoel Tel Awiw                      | 6:0            | FK Željezničar      | 5:0           | 1:0          |
| Omonia Nikozja                       | 5:0            | FK Renowa           | 3:0           | 2:0          |
| Red Bull Salzburg                    | 5:1            | HB Tórshavn         | 5:0           | 0:1          |
| Bohemian F.C.                        | 1:4            | The New Saints F.C. | 1:0           | 0:4          |
| BATE Borysów                         | 6:1            | FH                  | 5:1           | 1:0          |
| AIK Fotboll                          | 1:0            | Jeunesse Esch       | 1:0           | 0:0          |
| Linfield F.C.                        | 0:2            | Rosenborg BK        | 0:0           | 0:2          |
| Ekranas Poniewież                    | 1:2            | HJK Helsinki        | 1:0           | 0:2 (pd.)    |
| Po lewej gospodarz pierwszego meczu. |                |                     |               |              |

### III runda kwalifikacyjna
Od tej rundy turniej kwalifikacyjny zostanie podzielony na 2 części – dla mistrzów i niemistrzów poszczególnych federacji:
- do startu w III rundzie kwalifikacyjnej dla mistrzów uprawnionych będzie 20 drużyn (w tym 17 zwycięzców II rundy), z czego 10 będzie rozstawionych;
- do startu w III rundzie kwalifikacyjnej dla niemistrzów uprawnionych będzie 10 drużyn, z czego 5 będzie rozstawionych.

Drużyny, które przegrają w tej rundzie, otrzymają prawo gry w rundzie play-off Ligi Europy UEFA.
    drużyny, które awansowały z II rundy kwalifikacyjnej
| Drużyny rozstawione | Drużyny rozstawione | Drużyny rozstawione | Drużyny rozstawione |
| Drużyna             | Wsp.                | Drużyna             | Wsp.                |
| ------------------- | ------------------- | ------------------- | ------------------- |
| FC Basel            | 48,675              | Rosenborg BK        | 23,980              |
| RSC Anderlecht      | 42,580              | Red Bull Salzburg   | 19,915              |
| FC Kopenhaga        | 34,470              | Liteks Łowecz       | 15,900              |
| Hapoel Tel Awiw     | 27,775              | Dinamo Zagrzeb      | 14,466              |
| Sparta Praga        | 27,395              | Partizan Belgrad    | 13,800              |

| Drużyny nierozstawione | Drużyny nierozstawione | Drużyny nierozstawione | Drużyny nierozstawione |
| Drużyna                | Wsp.                   | Drużyna                | Wsp.                   |
| ---------------------- | ---------------------- | ---------------------- | ---------------------- |
| BATE Borysów           | 13,308                 | Omonia Nikozja         | 4,599                  |
| Lech Poznań            | 11,008                 | AIK Fotboll            | 3,838                  |
| MŠK Žilina             | 10,666                 | The New Saints F.C.    | 2,908                  |
| Sheriff Tyraspol       | 5,458                  | HJK Helsinki           | 2,683                  |
| Debreceni VSC          | 5,350                  | FK Aktöbe              | 2,399                  |

Wsp. – wartość współczynnika klubowego.
| Drużyny rozstawione | Drużyny rozstawione | Drużyny rozstawione | Drużyny rozstawione |
| Drużyna             | Wsp.                | Drużyna             | Wsp.                |
| ------------------- | ------------------- | ------------------- | ------------------- |
| Zenit Petersburg    | 61,258              | Dynamo Kijów        | 42,910              |
| Ajax                | 55,309              | SC Braga            | 39,659              |
| Fenerbahçe SK       | 54,890              |                     |                     |

| Drużyny nierozstawione | Drużyny nierozstawione | Drużyny nierozstawione | Drużyny nierozstawione |
| Drużyna                | Wsp.                   | Drużyna                | Wsp.                   |
| ---------------------- | ---------------------- | ---------------------- | ---------------------- |
| Celtic                 | 38,158                 | BSC Young Boys         | 7,675                  |
| Unirea Urziceni        | 18,898                 | KAA Gent               | 6,580                  |
| PAOK FC                | 11,479                 |                        |                        |

Wsp. – wartość współczynnika klubowego.
| Drużyna 1                            | Wynik dwumeczu            | Drużyna 2                 | Pierwszy mecz             | Drugi mecz                |                           |
| Kwalifikacje dla mistrzów            | Kwalifikacje dla mistrzów | Kwalifikacje dla mistrzów | Kwalifikacje dla mistrzów | Kwalifikacje dla mistrzów | Kwalifikacje dla mistrzów |
| ------------------------------------ | ------------------------- | ------------------------- | ------------------------- | ------------------------- | ------------------------- |
| Sparta Praga                         | 2:0                       | Lech Poznań               | 1:0                       | 1:0                       |                           |
| FK Aktöbe                            | 2:3                       | Hapoel Tel Awiw           | 1:0                       | 1:3                       |                           |
| Sheriff Tyraspol                     | 2:2 (k.6:5)               | Dinamo Zagrzeb            | 1:1                       | 1:1                       |                           |
| Liteks Łowecz                        | 2:4                       | MŠK Žilina                | 1:1                       | 1:3                       |                           |
| Debreceni VSC                        | 1:5                       | FC Basel                  | 0:2                       | 1:3                       |                           |
| AIK Fotboll                          | 0:4                       | Rosenborg BK              | 0:1                       | 0:3                       |                           |
| Partizan Belgrad                     | 5:1                       | HJK Helsinki              | 3:0                       | 2:1                       |                           |
| BATE Borysów                         | 2:3                       | FC Kopenhaga              | 0:0                       | 2:3                       |                           |
| The New Saints F.C.                  | 1:6                       | RSC Anderlecht            | 1:3                       | 0:3                       |                           |
| Omonia Nikozja                       | 2:5                       | Red Bull Salzburg         | 1:1                       | 1:4                       |                           |
| Kwalifikacje dla niemistrzów         |                           |                           |                           |                           |                           |
| Ajax                                 | 4:4 (b. wyj.)             | PAOK FC                   | 1:1                       | 3:3                       |                           |
| Dynamo Kijów                         | 6:1                       | KAA Gent                  | 3:0                       | 3:1                       |                           |
| BSC Young Boys                       | 3:2                       | Fenerbahçe SK             | 2:2                       | 1:0                       |                           |
| SC Braga                             | 4:2                       | Celtic                    | 3:0                       | 1:2                       |                           |
| Unirea Urziceni                      | 0:1                       | Zenit Petersburg          | 0:0                       | 0:1                       |                           |
| Po lewej gospodarz pierwszego meczu. |                           |                           |                           |                           |                           |

### Runda play-off
W tej rundzie turniej kwalifikacyjny będzie podzielony na 2 części – dla mistrzów i niemistrzów poszczególnych federacji:
- do startu w rundzie play-off dla mistrzów uprawnionych będzie 10 drużyn (zwycięzców III rundy kwalifikacji dla mistrzów), z czego 5 będzie rozstawionych;
- do startu w rundzie play-off dla niemistrzów uprawnionych będzie 10 drużyn (w tym 5 zwycięzców III rundy kwalifikacji dla niemistrzów), z czego 5 będzie rozstawionych.

Drużyny, które wygrają w tej rundzie, otrzymają prawo gry w fazie grupowej Ligi Mistrzów UEFA. Drużyny, które przegrają w tej rundzie, otrzymały prawo gry w fazie grupowej Ligi Europy UEFA.
    drużyny, które awansowały z III rundy kwalifikacyjnej
| Drużyny rozstawione | Drużyny rozstawione | Drużyny rozstawione | Drużyny rozstawione |
| Drużyna             | Wsp.                | Drużyna             | Wsp.                |
| ------------------- | ------------------- | ------------------- | ------------------- |
| FC Basel            | 48,675              | Hapoel Tel Awiw     | 27,775              |
| RSC Anderlecht      | 42,580              | Sparta Praga        | 27,395              |
| FC Kopenhaga        | 34,470              |                     |                     |

| Drużyny nierozstawione | Drużyny nierozstawione | Drużyny nierozstawione | Drużyny nierozstawione |
| Drużyna                | Wsp.                   | Drużyna                | Wsp.                   |
| ---------------------- | ---------------------- | ---------------------- | ---------------------- |
| Rosenborg BK           | 23,980                 | MŠK Žilina             | 10,666                 |
| Red Bull Salzburg      | 19,915                 | Sheriff Tyraspol       | 5,458                  |
| Partizan Belgrad       | 13,800                 |                        |                        |

Wsp. – wartość współczynnika klubowego.
    drużyny, które awansowały z III rundy kwalifikacyjnej
| Drużyny rozstawione | Drużyny rozstawione | Drużyny rozstawione | Drużyny rozstawione |
| Drużyna             | Wsp.                | Drużyna             | Wsp.                |
| ------------------- | ------------------- | ------------------- | ------------------- |
| Sevilla FC          | 108,951             | Tottenham Hotspur   | 56,371              |
| Werder Brema        | 94,841              | Ajax                | 55,309              |
| Zenit Petersburg    | 61,258              |                     |                     |

| Drużyny nierozstawione | Drużyny nierozstawione | Drużyny nierozstawione | Drużyny nierozstawione |
| Drużyna                | Wsp.                   | Drużyna                | Wsp.                   |
| ---------------------- | ---------------------- | ---------------------- | ---------------------- |
| Dynamo Kijów           | 42,910                 | Auxerre                | 19,748                 |
| SC Braga               | 39,659                 | BSC Young Boys         | 7,675                  |
| Sampdoria              | 30,867                 |                        |                        |

Wsp. – wartość współczynnika klubowego.
| Drużyna 1                            | Wynik dwumeczu            | Drużyna 2                 | Pierwszy mecz             | Drugi mecz                |                           |
| Kwalifikacje dla mistrzów            | Kwalifikacje dla mistrzów | Kwalifikacje dla mistrzów | Kwalifikacje dla mistrzów | Kwalifikacje dla mistrzów | Kwalifikacje dla mistrzów |
| ------------------------------------ | ------------------------- | ------------------------- | ------------------------- | ------------------------- | ------------------------- |
| Red Bull Salzburg                    | 3:4                       | Hapoel Tel Awiw           | 2:3                       | 1:1                       |                           |
| Rosenborg BK                         | 2:2                       | FC Kopenhaga              | 2:1                       | 0:1                       |                           |
| FC Basel                             | 5:1                       | Sheriff Tyraspol          | 2:1                       | 3:0                       |                           |
| Sparta Praga                         | 0:3                       | MŠK Žilina                | 0:2                       | 0:1                       |                           |
| Partizan Belgrad                     | 4:4 (k.3:2)               | RSC Anderlecht            | 2:2                       | 2:2                       |                           |
| Kwalifikacje dla niemistrzów         |                           |                           |                           |                           |                           |
| BSC Young Boys                       | 3:6                       | Tottenham Hotspur         | 3:2                       | 0:4                       |                           |
| SC Braga                             | 5:3                       | Sevilla FC                | 1:0                       | 4:3                       |                           |
| Werder Brema                         | 5:4                       | Sampdoria                 | 3:1                       | 2:3                       |                           |
| Zenit Petersburg                     | 1:2                       | Auxerre                   | 1:0                       | 0:2                       |                           |
| Dynamo Kijów                         | 2:3                       | Ajax                      | 1:1                       | 1:2                       |                           |
| Po lewej gospodarz pierwszego meczu. |                           |                           |                           |                           |                           |

## Faza grupowa
Do startu w fazie grupowej uprawnionych będzie 32 drużyny (w tym 10 zwycięzców rundy play-off). W trakcie losowania, które odbędzie się w czwartek 26 sierpnia 2010, zespoły zostaną rozdzielone na 4 koszyki, następnie rozlosowane i podzielone na 8 grup po 4 drużyny każda. Do jednej grupy nie mogą trafić drużyny z tego samego koszyka i federacji.
Wszystkie zespoły zagrają ze sobą dwukrotnie – po 2 najlepsze z każdej grupy awansują do fazy pucharowej, drużyny z 3. miejsc otrzymają prawo gry w 1/16 finału Ligi Europy UEFA.
Zasady ustalania kolejności w tabeli:
1. liczba zdobytych punktów w całej rundzie;
2. liczba punktów zdobyta w meczach bezpośrednich;
3. różnica bramek w meczach bezpośrednich;
4. różnica bramek w meczach bezpośrednich – podwójne liczenie bramek zdobytych na wyjeździe;
5. różnica bramek w całej rundzie;
6. liczba zdobytych bramek w całej rundzie;
7. współczynnik drużyny z poprzednich 5 sezonów.

Na żółtym tle przedstawiono drużyny, które awansowały z rundy play-off Ligi Mistrzów.
| Koszyk 1          | Koszyk 1 | Koszyk 1         | Koszyk 1 |
| Drużyna           | Współcz. | Drużyna          | Współcz. |
| ----------------- | -------- | ---------------- | -------- |
| FC Barcelona      | 136,951  | Bayern Monachium | 110,841  |
| Manchester United | 125,371  | Inter Mediolan   | 100,867  |
| Chelsea           | 118,371  | Milan            | 99,867   |
| Arsenal           | 115,371  | Olympique Lyon   | 96,748   |

| Koszyk 2         | Koszyk 2 | Koszyk 2           | Koszyk 2 |
| Drużyna          | Współcz. | Drużyna            | Współcz. |
| ---------------- | -------- | ------------------ | -------- |
| Werder Brema     | 94,841   | SL Benfica         | 72,659   |
| Real Madryt      | 84,951   | Valencia CF        | 66,951   |
| Roma             | 83,867   | Olympique Marsylia | 62,748   |
| Szachtar Donieck | 73,910   | Panathinaikos AO   | 56,979   |

| Koszyk 3          | Koszyk 3 | Koszyk 3       | Koszyk 3 |
| Drużyna           | Współcz. | Drużyna        | Współcz. |
| ----------------- | -------- | -------------- | -------- |
| Tottenham Hotspur | 56,371   | FC Basel       | 48,675   |
| Rangers           | 56,158   | SC Braga       | 39,659   |
| Ajax              | 55,309   | FC Kopenhaga   | 34,470   |
| FC Schalke 04     | 54,841   | Spartak Moskwa | 33,758   |

| Koszyk 4        | Koszyk 4 | Koszyk 4         | Koszyk 4 |
| Drużyna         | Współcz. | Drużyna          | Współcz. |
| --------------- | -------- | ---------------- | -------- |
| Hapoel Tel Awiw | 27,775   | CFR Cluj         | 15,898   |
| Twente          | 25,309   | Partizan Belgrad | 13,800   |
| Rubin Kazań     | 21,758   | MŠK Žilina       | 10,666   |
| Auxerre         | 19,748   | Bursaspor        | 6,890    |

Współcz. – wartość współczynnika klubowego
    Awans do 1/8 finału
    Przejście do 1/16 finału Ligi Europy UEFA

### Grupa A
| Lp. | Drużyna               | M | Z | R | P | Bramki | Bramki | +/– | Pkt |
| --- | --------------------- | - | - | - | - | ------ | ------ | --- | --- |
| 1   | Tottenham Hotspur (A) | 6 | 3 | 2 | 1 | 18     | 11     | +7  | 11  |
| 2   | Inter Mediolan (A)    | 6 | 3 | 1 | 2 | 12     | 11     | +1  | 10  |
| 3   | Twente (LE)           | 6 | 1 | 3 | 2 | 9      | 11     | −2  | 6   |
| 4   | Werder Brema          | 6 | 1 | 2 | 3 | 6      | 12     | −6  | 5   |

|                   | INT | WER | TOT | TWE |
| ----------------- | --- | --- | --- | --- |
| Inter Mediolan    | –   | 4:0 | 4:3 | 1:0 |
| Werder Brema      | 3:0 | –   | 2:2 | 0:2 |
| Tottenham Hotspur | 3:1 | 3:0 | –   | 4:1 |
| Twente            | 2:2 | 1:1 | 3:3 | –   |

### Grupa B
| Lp. | Drużyna            | M | Z | R | P | Bramki | Bramki | +/– | Pkt |
| --- | ------------------ | - | - | - | - | ------ | ------ | --- | --- |
| 1   | FC Schalke 04 (A)  | 6 | 4 | 1 | 1 | 10     | 3      | +7  | 13  |
| 2   | Olympique Lyon (A) | 6 | 3 | 1 | 2 | 11     | 10     | +1  | 10  |
| 3   | SL Benfica (LE)    | 6 | 2 | 0 | 4 | 7      | 12     | −5  | 6   |
| 4   | Hapoel Tel Awiw    | 6 | 1 | 2 | 3 | 7      | 10     | −3  | 5   |

|                 | LYO | BEN | S04 | HTA |
| --------------- | --- | --- | --- | --- |
| Olympique Lyon  | –   | 2:0 | 1:0 | 2:2 |
| SL Benfica      | 4:3 | –   | 1:2 | 2:0 |
| FC Schalke 04   | 3:0 | 2:0 | –   | 3:1 |
| Hapoel Tel Awiw | 1:3 | 3:0 | 0:0 | –   |

### Grupa C
| Lp. | Drużyna               | M | Z | R | P | Bramki | Bramki | +/– | Pkt |
| --- | --------------------- | - | - | - | - | ------ | ------ | --- | --- |
| 1   | Manchester United (A) | 6 | 4 | 2 | 0 | 7      | 1      | +6  | 14  |
| 2   | Valencia CF (A)       | 6 | 3 | 2 | 1 | 15     | 4      | +11 | 11  |
| 3   | Rangers (LE)          | 6 | 1 | 3 | 2 | 3      | 6      | −3  | 6   |
| 4   | Bursaspor             | 6 | 0 | 1 | 5 | 2      | 16     | −14 | 1   |

|                   | MNU | VAL | RAN | BUR |
| ----------------- | --- | --- | --- | --- |
| Manchester United | –   | 1:1 | 0:0 | 1:0 |
| Valencia CF       | 0:1 | –   | 3:0 | 6:1 |
| Rangers           | 0:1 | 1:1 | –   | 1:0 |
| Bursaspor         | 0:3 | 0:4 | 1:1 | –   |

### Grupa D
| Lp. | Drużyna          | M | Z | R | P | Bramki | Bramki | +/– | Pkt |
| --- | ---------------- | - | - | - | - | ------ | ------ | --- | --- |
| 1   | FC Barcelona (A) | 6 | 4 | 2 | 0 | 14     | 3      | +11 | 14  |
| 2   | FC Kopenhaga (A) | 6 | 3 | 1 | 2 | 7      | 5      | +2  | 10  |
| 3   | Rubin Kazań (LE) | 6 | 1 | 3 | 2 | 2      | 4      | −2  | 6   |
| 4   | Panathinaikos AO | 6 | 0 | 2 | 4 | 2      | 13     | −11 | 2   |

|                  | BAR | PAO | KOP | RUB |
| ---------------- | --- | --- | --- | --- |
| FC Barcelona     | –   | 5:1 | 2:0 | 2:0 |
| Panathinaikos AO | 0:3 | –   | 0:2 | 0:0 |
| FC Kopenhaga     | 1:1 | 3:1 | –   | 1:0 |
| Rubin Kazań      | 1:1 | 0:0 | 1:0 | –   |

### Grupa E
| Lp. | Drużyna              | M | Z | R | P | Bramki | Bramki | +/– | Pkt |
| --- | -------------------- | - | - | - | - | ------ | ------ | --- | --- |
| 1   | Bayern Monachium (A) | 6 | 5 | 0 | 1 | 16     | 6      | +10 | 15  |
| 2   | Roma (A)             | 6 | 3 | 1 | 2 | 10     | 11     | −1  | 10  |
| 3   | FC Basel (LE)        | 6 | 2 | 0 | 4 | 8      | 11     | −3  | 6   |
| 4   | CFR Cluj             | 6 | 1 | 1 | 4 | 6      | 12     | −6  | 4   |

|                  | BMU | ROM | BAS | CFR |
| ---------------- | --- | --- | --- | --- |
| Bayern Monachium | –   | 2:0 | 3:0 | 3:2 |
| Roma             | 3:2 | –   | 1:3 | 2:1 |
| FC Basel         | 1:2 | 2:3 | –   | 1:0 |
| CFR Cluj         | 0:4 | 1:1 | 2:1 | –   |

### Grupa F
| Lp. | Drużyna                | M | Z | R | P | Bramki | Bramki | +/– | Pkt |
| --- | ---------------------- | - | - | - | - | ------ | ------ | --- | --- |
| 1   | Chelsea (A)            | 6 | 5 | 0 | 1 | 14     | 4      | +10 | 15  |
| 2   | Olympique Marsylia (A) | 6 | 4 | 0 | 2 | 12     | 3      | +9  | 12  |
| 3   | Spartak Moskwa (LE)    | 6 | 3 | 0 | 3 | 7      | 10     | −3  | 9   |
| 4   | MŠK Žilina             | 6 | 0 | 0 | 6 | 3      | 19     | −16 | 0   |

|                    | CHE | OMA | SPA | ŻYL |
| ------------------ | --- | --- | --- | --- |
| Chelsea            | –   | 2:0 | 4:1 | 2:1 |
| Olympique Marsylia | 1:0 | –   | 0:1 | 1:0 |
| Spartak Moskwa     | 0:2 | 0:3 | –   | 3:0 |
| MŠK Žilina         | 1:4 | 0:7 | 1:2 | –   |

### Grupa G
| Lp. | Drużyna         | M | Z | R | P | Bramki | Bramki | +/– | Pkt |
| --- | --------------- | - | - | - | - | ------ | ------ | --- | --- |
| 1   | Real Madryt (A) | 6 | 5 | 1 | 0 | 15     | 2      | +13 | 16  |
| 2   | Milan (A)       | 6 | 2 | 2 | 2 | 7      | 7      | 0   | 8   |
| 3   | Ajax (LE)       | 6 | 2 | 1 | 3 | 6      | 10     | −4  | 7   |
| 4   | Auxerre         | 6 | 1 | 0 | 5 | 3      | 12     | −9  | 3   |

|             | MIL | RMA | AJX | AUX |
| ----------- | --- | --- | --- | --- |
| Milan       | –   | 2:2 | 0:2 | 2:0 |
| Real Madryt | 2:0 | –   | 2:0 | 4:0 |
| Ajax        | 1:1 | 0:4 | –   | 2:1 |
| Auxerre     | 0:2 | 0:1 | 2:1 | –   |

### Grupa H
| Lp. | Drużyna              | M | Z | R | P | Bramki | Bramki | +/– | Pkt |
| --- | -------------------- | - | - | - | - | ------ | ------ | --- | --- |
| 1   | Szachtar Donieck (A) | 6 | 5 | 0 | 1 | 12     | 6      | +6  | 15  |
| 2   | Arsenal (A)          | 6 | 4 | 0 | 2 | 18     | 7      | +11 | 12  |
| 3   | SC Braga (LE)        | 6 | 3 | 0 | 3 | 5      | 11     | −6  | 9   |
| 4   | Partizan Belgrad     | 6 | 0 | 0 | 6 | 2      | 13     | −11 | 0   |

|                  | ARS | SZA | BRA | PAR |
| ---------------- | --- | --- | --- | --- |
| Arsenal          | –   | 5:1 | 6:0 | 3:1 |
| Szachtar Donieck | 2:1 | –   | 2:0 | 1:0 |
| SC Braga         | 2:0 | 0:3 | –   | 2:0 |
| Partizan Belgrad | 1:3 | 0:3 | 0:1 | –   |

## Faza pucharowa
Do startu w fazie pucharowej uprawnionych będzie 16 drużyn – 8 zwycięzców fazy grupowej i 8 drużyn, które zajęły 2. miejsca w fazie grupowej.
W tej fazie do dalszych etapów turnieju przechodzą zwycięzcy poszczególnych dwumeczów.
|  |                    |                    |                   |                   |            |   |   |                |                |              |              |              |  |  |           |           |           |           |           |  |  |       |       |       |
|  | 1/8 finału         | 1/8 finału         | 1/8 finału        | 1/8 finału        | 1/8 finału |   |   | Ćwierćfinały   | Ćwierćfinały   | Ćwierćfinały | Ćwierćfinały | Ćwierćfinały |  |  | Półfinały | Półfinały | Półfinały | Półfinały | Półfinały |  |  | Finał | Finał | Finał |
|  | 1/8 finału         | 1/8 finału         | 1/8 finału        | 1/8 finału        | 1/8 finału |   |   | Ćwierćfinały   | Ćwierćfinały   | Ćwierćfinały | Ćwierćfinały | Ćwierćfinały |  |  | Półfinały | Półfinały | Półfinały | Półfinały | Półfinały |  |  | Finał | Finał | Finał |
|  |                    |                    |                   |                   |            |   |   |                |                |              |              |              |  |  |           |           |           |           |           |  |  |       |       |       |
|  |                    |                    |                   |                   |            |   |   |                |                |              |              |              |  |  |           |           |           |           |           |  |  |       |       |       |
|  | Olympique Lyon     | Olympique Lyon     | 1                 | 0                 | 1          |   |   |                |                |              |              |              |  |  |           |           |           |           |           |  |  |       |       |       |
|  | Olympique Lyon     | Olympique Lyon     | 1                 | 0                 | 1          |   |   |                |                |              |              |              |  |  |           |           |           |           |           |  |  |       |       |       |
|  | Real Madryt        | Real Madryt        | 1                 | 3                 | 4          |   |   |                |                |              |              |              |  |  |           |           |           |           |           |  |  |       |       |       |
|  | Real Madryt        | Real Madryt        | 1                 | 3                 | 4          |   |   | Real Madryt    | Real Madryt    | 4            | 1            | 5            |  |  |           |           |           |           |           |  |  |       |       |       |
|  |                    |                    |                   |                   |            |   |   | Real Madryt    | Real Madryt    | 4            | 1            | 5            |  |  |           |           |           |           |           |  |  |       |       |       |
|  |                    |                    | Tottenham Hotspur | Tottenham Hotspur | 0          | 0 | 0 |                |                |              |              |              |  |  |           |           |           |           |           |  |  |       |       |       |
|  | Milan              | Milan              | Tottenham Hotspur | Tottenham Hotspur | 0          | 0 | 0 | 0              | 0              | 0            |              |              |  |  |           |           |           |           |           |  |  |       |       |       |
|  | Milan              | Milan              |                   |                   |            |   |   |                |                | 0            |              |              |  |  |           |           |           |           |           |  |  |       |       |       |
|  | Tottenham Hotspur  | Tottenham Hotspur  | 1                 | 0                 | 1          |   |   |                |                |              |              |              |  |  |           |           |           |           |           |  |  |       |       |       |
|  | Tottenham Hotspur  | Tottenham Hotspur  | 1                 | 0                 | 1          |   |   | Real Madryt    | Real Madryt    | 0            | 1            | 1            |  |  |           |           |           |           |           |  |  |       |       |       |
|  |                    |                    |                   |                   |            |   |   |                |                |              |              |              |  |  |           |           |           |           |           |  |  |       |       |       |
|  |                    |                    | FC Barcelona      | FC Barcelona      | 2          | 1 | 3 |                |                |              |              |              |  |  |           |           |           |           |           |  |  |       |       |       |
|  | Arsenal            | Arsenal            | FC Barcelona      | FC Barcelona      | 2          | 1 | 3 | 2              | 1              | 3            |              |              |  |  |           |           |           |           |           |  |  |       |       |       |
|  | Arsenal            | Arsenal            |                   |                   |            |   |   |                |                | 3            |              |              |  |  |           |           |           |           |           |  |  |       |       |       |
|  | FC Barcelona       | FC Barcelona       | 1                 | 3                 | 4          |   |   |                |                |              |              |              |  |  |           |           |           |           |           |  |  |       |       |       |
|  | FC Barcelona       | FC Barcelona       | 1                 | 3                 | 4          |   |   | FC Barcelona   | FC Barcelona   | 5            | 1            | 6            |  |  |           |           |           |           |           |  |  |       |       |       |
|  |                    |                    |                   |                   |            |   |   | FC Barcelona   | FC Barcelona   | 5            | 1            | 6            |  |  |           |           |           |           |           |  |  |       |       |       |
|  |                    |                    | Szachtar Donieck  | Szachtar Donieck  | 1          | 0 | 1 |                |                |              |              |              |  |  |           |           |           |           |           |  |  |       |       |       |
|  | Roma               | Roma               | Szachtar Donieck  | Szachtar Donieck  | 1          | 0 | 1 | 2              | 0              | 2            |              |              |  |  |           |           |           |           |           |  |  |       |       |       |
|  | Roma               | Roma               |                   |                   |            |   |   |                |                | 2            |              |              |  |  |           |           |           |           |           |  |  |       |       |       |
|  | Szachtar Donieck   | Szachtar Donieck   | 3                 | 3                 | 6          |   |   |                |                |              |              |              |  |  |           |           |           |           |           |  |  |       |       |       |
|  | Szachtar Donieck   | Szachtar Donieck   | 3                 | 3                 | 6          |   |   | FC Barcelona   | FC Barcelona   | 3            |              |              |  |  |           |           |           |           |           |  |  |       |       |       |
|  |                    |                    |                   |                   |            |   |   |                |                |              |              |              |  |  |           |           |           |           |           |  |  |       |       |       |
|  |                    |                    | Manchester United | Manchester United | 1          |   |   |                |                |              |              |              |  |  |           |           |           |           |           |  |  |       |       |       |
|  | Inter Mediolan*    | Inter Mediolan*    | Manchester United | Manchester United | 1          | 0 | 3 | 3              |                |              |              |              |  |  |           |           |           |           |           |  |  |       |       |       |
|  | Inter Mediolan*    | Inter Mediolan*    |                   |                   |            |   |   |                |                |              |              |              |  |  |           |           |           |           |           |  |  |       |       |       |
|  | Bayern Monachium   | Bayern Monachium   | 1                 | 2                 | 3          |   |   |                |                |              |              |              |  |  |           |           |           |           |           |  |  |       |       |       |
|  | Bayern Monachium   | Bayern Monachium   | 1                 | 2                 | 3          |   |   | Inter Mediolan | Inter Mediolan | 2            | 1            | 3            |  |  |           |           |           |           |           |  |  |       |       |       |
|  |                    |                    |                   |                   |            |   |   | Inter Mediolan | Inter Mediolan | 2            | 1            | 3            |  |  |           |           |           |           |           |  |  |       |       |       |
|  |                    |                    | FC Schalke 04     | FC Schalke 04     | 5          | 2 | 7 |                |                |              |              |              |  |  |           |           |           |           |           |  |  |       |       |       |
|  | Valencia CF        | Valencia CF        | FC Schalke 04     | FC Schalke 04     | 5          | 2 | 7 | 1              | 1              | 2            |              |              |  |  |           |           |           |           |           |  |  |       |       |       |
|  | Valencia CF        | Valencia CF        |                   |                   |            |   |   |                |                | 2            |              |              |  |  |           |           |           |           |           |  |  |       |       |       |
|  | FC Schalke 04      | FC Schalke 04      | 1                 | 3                 | 4          |   |   |                |                |              |              |              |  |  |           |           |           |           |           |  |  |       |       |       |
|  | FC Schalke 04      | FC Schalke 04      | 1                 | 3                 | 4          |   |   | FC Schalke 04  | FC Schalke 04  | 0            | 1            | 1            |  |  |           |           |           |           |           |  |  |       |       |       |
|  |                    |                    |                   |                   |            |   |   |                |                |              |              |              |  |  |           |           |           |           |           |  |  |       |       |       |
|  |                    |                    | Manchester United | Manchester United | 2          | 4 | 6 |                |                |              |              |              |  |  |           |           |           |           |           |  |  |       |       |       |
|  | FC Kopenhaga       | FC Kopenhaga       | Manchester United | Manchester United | 2          | 4 | 6 | 0              | 0              | 0            |              |              |  |  |           |           |           |           |           |  |  |       |       |       |
|  | FC Kopenhaga       | FC Kopenhaga       |                   |                   |            |   |   |                |                | 0            |              |              |  |  |           |           |           |           |           |  |  |       |       |       |
|  | Chelsea            | Chelsea            | 2                 | 0                 | 2          |   |   |                |                |              |              |              |  |  |           |           |           |           |           |  |  |       |       |       |
|  | Chelsea            | Chelsea            | 2                 | 0                 | 2          |   |   | Chelsea        | Chelsea        | 0            | 1            | 1            |  |  |           |           |           |           |           |  |  |       |       |       |
|  |                    |                    |                   |                   |            |   |   | Chelsea        | Chelsea        | 0            | 1            | 1            |  |  |           |           |           |           |           |  |  |       |       |       |
|  |                    |                    | Manchester United | Manchester United | 1          | 2 | 3 |                |                |              |              |              |  |  |           |           |           |           |           |  |  |       |       |       |
|  | Olympique Marsylia | Olympique Marsylia | Manchester United | Manchester United | 1          | 2 | 3 | 0              | 1              | 1            |              |              |  |  |           |           |           |           |           |  |  |       |       |       |
|  | Olympique Marsylia | Olympique Marsylia |                   |                   |            |   |   |                |                | 1            |              |              |  |  |           |           |           |           |           |  |  |       |       |       |
|  | Manchester United  | Manchester United  | 0                 | 2                 | 2          |   |   |                |                |              |              |              |  |  |           |           |           |           |           |  |  |       |       |       |
|  | Manchester United  | Manchester United  | 0                 | 2                 | 2          |   |   |                |                |              |              |              |  |  |           |           |           |           |           |  |  |       |       |       |
|  |                    |                    |                   |                   |            |   |   |                |                |              |              |              |  |  |           |           |           |           |           |  |  |       |       |       |

Uwagi:

* Zwycięstwo dzięki bramce/bramkom zdobytym na wyjeździe.

### ⅛ finału
Zwycięzcy fazy grupowej Ligi Mistrzów zostają rozlosowani przeciwko zespołom, które zajęły 2. miejsca w fazie grupowej. Drużyny z tych samych federacji oraz grup nie mogą zostać zestawione w 1 parze.
| Zwycięzcy grup    | Zwycięzcy grup | Zwycięzcy grup   | Zwycięzcy grup |
| Drużyna           | Gr.            | Drużyna          | Gr.            |
| ----------------- | -------------- | ---------------- | -------------- |
| Tottenham Hotspur | A              | Bayern Monachium | E              |
| FC Schalke 04     | B              | Chelsea          | F              |
| Manchester United | C              | Real Madryt      | G              |
| FC Barcelona      | D              | Szachtar Donieck | H              |

| Drugie miejsca | Drugie miejsca | Drugie miejsca     | Drugie miejsca |
| Drużyna        | Gr.            | Drużyna            | Gr.            |
| -------------- | -------------- | ------------------ | -------------- |
| Inter Mediolan | A              | Roma               | E              |
| Olympique Lyon | B              | Olympique Marsylia | F              |
| Valencia CF    | C              | Milan              | G              |
| FC Kopenhaga   | D              | Arsenal            | H              |

| Drużyna 1                            | Wynik dwumeczu | Drużyna 2         | Pierwszy mecz | Drugi mecz |
| ------------------------------------ | -------------- | ----------------- | ------------- | ---------- |
| Roma                                 | 2:6            | Szachtar Donieck  | 2:3           | 0:3        |
| Milan                                | 0:1            | Tottenham Hotspur | 0:1           | 0:0        |
| Valencia CF                          | 2:4            | FC Schalke 04     | 1:1           | 1:3        |
| Inter Mediolan                       | 3:3(b. wyj.)   | Bayern Monachium  | 0:1           | 3:2        |
| Olympique Lyon                       | 1:4            | Real Madryt       | 1:1           | 0:3        |
| Arsenal                              | 3:4            | FC Barcelona      | 2:1           | 1:3        |
| Olympique Marsylia                   | 1:2            | Manchester United | 0:0           | 1:2        |
| FC Kopenhaga                         | 0:2            | Chelsea           | 0:2           | 0:0        |
| Po lewej gospodarz pierwszego meczu. |                |                   |               |            |

### Ćwierćfinały
Od tej rundy pary zostają rozlosowane niezależnie od przynależności drużyn do poszczególnych federacji oraz pozycji zajętej w fazie grupowej. Losowanie odbyło się 18 marca 2011 roku.
| Drużyna 1                            | Wynik dwumeczu | Drużyna 2         | Pierwszy mecz | Drugi mecz |
| ------------------------------------ | -------------- | ----------------- | ------------- | ---------- |
| Real Madryt                          | 5:0            | Tottenham Hotspur | 4:0           | 1:0        |
| Chelsea                              | 1:3            | Manchester United | 0:1           | 1:2        |
| FC Barcelona                         | 6:1            | Szachtar Donieck  | 5:1           | 1:0        |
| Inter Mediolan                       | 3:7            | FC Schalke 04     | 2:5           | 1:2        |
| Po lewej gospodarz pierwszego meczu. |                |                   |               |            |

### Półfinały
| Drużyna 1                            | Wynik dwumeczu | Drużyna 2         | Pierwszy mecz | Drugi mecz |
| ------------------------------------ | -------------- | ----------------- | ------------- | ---------- |
| FC Schalke 04                        | 1:6            | Manchester United | 0:2           | 1:4        |
| Real Madryt                          | 1:3            | FC Barcelona      | 0:2           | 1:1        |
| Po lewej gospodarz pierwszego meczu. |                |                   |               |            |

| 26 kwietnia 2011 20:45 CET | FC Schalke 04 | 0:2(0:0)Raport | Manchester United · Ryan Giggs 67' · Wayne Rooney 69' | Veltins-Arena, Gelsenkirchen Widzów: 54 142 Sędzia: Carlos Velasco Carballo |
|                            |               |                |                                                       |                                                                             |

| 4 maja 2011 20:45 CET | Manchester United · Antonio Valencia 26' · Darron Gibson 32' · Anderson 72', 76' | 4:1(2:1)Raport | FC Schalke 04 · Jurado 35' | Old Trafford, Manchester Widzów: 74 687 Sędzia: Pedro Proença |
|                       |                                                                                  |                |                            |                                                               |

| 27 kwietnia 2011 20:45 CET | Real Madryt | 0:2(0:0)Raport | FC Barcelona · Lionel Messi 76', 87' | Estadio Santiago Bernabéu, Madryt Widzów: 71 657 Sędzia: Wolfgang Stark |
|                            |             |                |                                      |                                                                         |

| 3 maja 2011 20:45 CET | FC Barcelona · Pedro Rodríguez 54' | 1:1(0:0)Raport | Real Madryt · Marcelo 64' | Camp Nou, Barcelona Widzów: 95 701 Sędzia: Frank De Bleeckere |
|                       |                                    |                |                           |                                                               |

### Finał
Mecz finałowy został rozegrany 28 maja 2011 na Stadionie Wembley w Londynie. Obiekt ten gościł decydujący mecz rozgrywek Ligi Mistrzów UEFA (wcześniej Pucharu Europy Mistrzów Klubowych) po raz szósty – po finałach edycji 1956/1957, 1967/1968, 1970/1971, 1977/1978 i 1991/1992.
| 28 maja 2011 20:45 CET | FC Barcelona · Pedro Rodríguez 27' · Lionel Messi 54' · David Villa 69' | 3:1(1:1)Raport | Manchester United · Wayne Rooney 34' | Stadion Wembley, Londyn Widzów: 87 695 Sędzia: Viktor Kassai |
|                        |                                                                         |                |                                      |                                                              |